# Google I/O
Google I/O est une conférence annuelle de deux jours destinée aux développeurs, organisée par Google à l'amphithéâtre Shoreline, en Californie. Le nom « I/O » vient du nombre gogol, où le « I » représente le « 1 » du nombre et le « O » représente le premier zéro du nombre,.

## Historique
| Année | Date                                        | Lieu                                        | Réf(s) |
| ----- | ------------------------------------------- | ------------------------------------------- | ------ |
| 2008  | 28–29 mai                                   | Moscone Center                              |        |
| 2009  | 27–28 mai                                   | Moscone Center                              |        |
| 2010  | 19–20 mai                                   | Moscone Center                              |        |
| 2011  | 10–11 mai                                   | Moscone Center                              |        |
| 2012  | 27–29 juin                                  | Moscone Center                              |        |
| 2013  | 15–17 mai                                   | Moscone Center                              |        |
| 2014  | 25–26 juin                                  | Moscone Center                              |        |
| 2015  | 28–29 mai                                   | Moscone Center                              |        |
| 2016  | 17–19 mai                                   | Amphithéâtre Shoreline                      |        |
| 2017  | 17–19 mai                                   | Amphithéâtre Shoreline                      |        |
| 2018  | 8–10 mai                                    | Amphithéâtre Shoreline                      |        |
| 2019  | 7–9 mai                                     | Amphithéâtre Shoreline                      | [ 3 ]  |
| 2020  | Annulé en raison de la pandémie de COVID-19 | Annulé en raison de la pandémie de COVID-19 | [ 4 ]  |
| 2021  | 18–20 mai                                   | En ligne                                    | [ 5 ]  |
| 2022  | 11–12 mai                                   | Amphithéâtre Shoreline                      | [ 6 ]  |
| 2023  | 10 mai                                      | Amphithéâtre Shoreline                      | [ 7 ]  |

## Éditions

### 2008

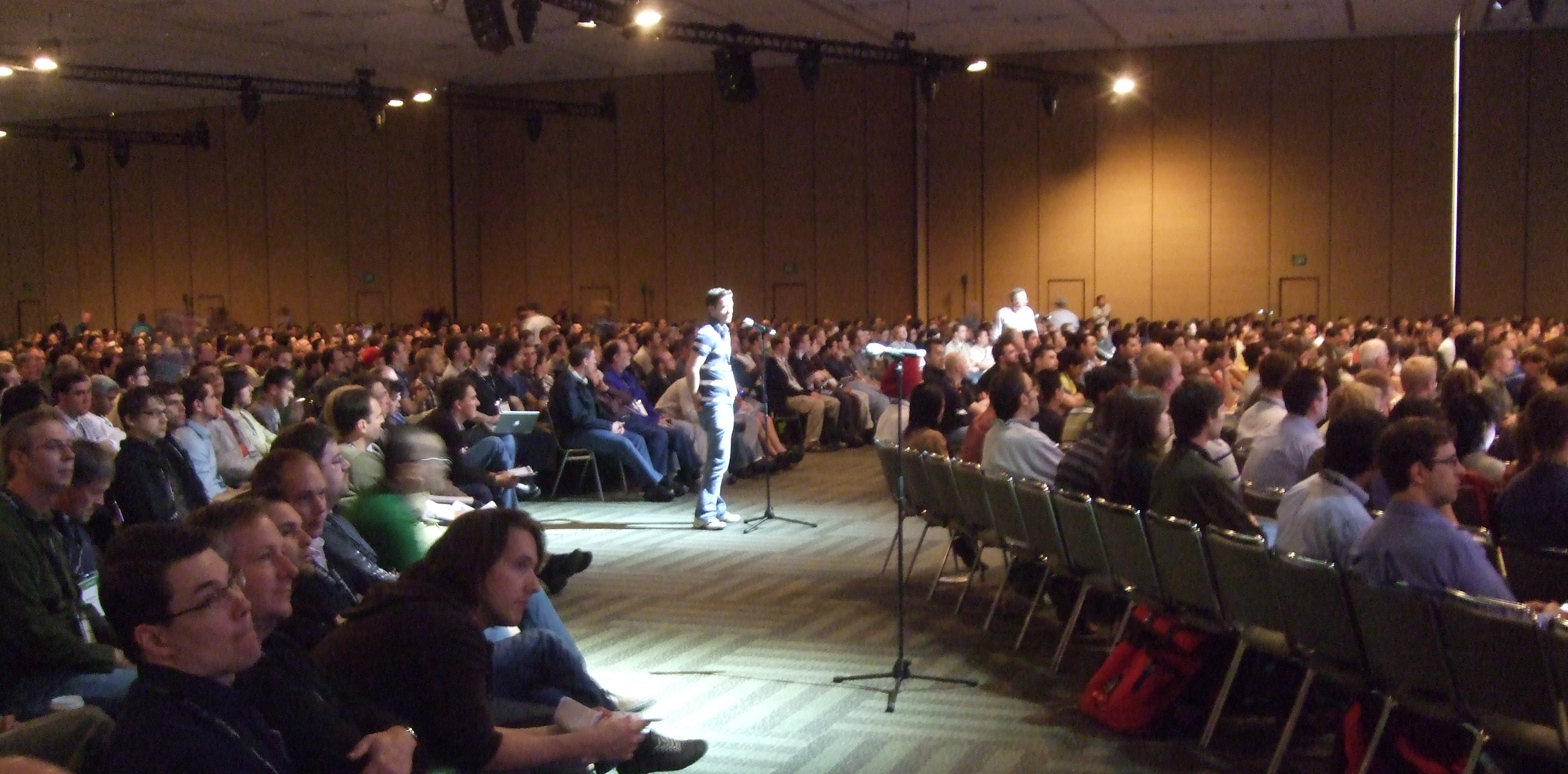
Google I/O de 2008.

Les sujets principaux,[source insuffisante] étaient :
- Android
- App Engine
- Bionic (en)
- L'API de Google Maps
- OpenSocial
- Web Toolkit

### 2009
Cette édition a mis en avant Google Chrome, Google Wave, Google Web Toolkit et Google App Engine[source insuffisante].

### 2010
Les temps forts ont concerné Google TV, Android et Google Chrome[source insuffisante].

### 2011
Le premier jour eut pour sujet principal  Android ; le second Google Chrome et Google Chrome OS[source insuffisante].
Les principales annonces[réf. nécessaire] pour Android sont :
- Une mise à jour pour Honeycomb 3.1.
- Ice Cream Sandwich, une réunion de Honeycomb et Gingerbread.
- La mise en place de Google Music, un service de streaming semblable à Spotify.

Les principales annonces pour Chrome et Chrome OS furent :
- Les Chromebooks d'Acer et Samsung, en vente à partir du 15 juin.
- Une version web d'Angry Birds.

### 2012
Plusieurs annonces sont faites :
- Le lancement de Android 4.1 « Jelly Bean »
- La tablette Nexus 7
- Le Nexus Q, boîtier de streaming audio et vidéo
- Chrome pour iOS
- Google Compute Engine (en)
- Google Now
- Drive (ex -Google docs) intègre l'édition de documents hors ligne
- Une version test des Google Glass, accessible aux développeurs présents à la conférence pour 1 500 $[réf. nécessaire]

### 2013
Malgré de nombreuses rumeurs, Android (4.3 Jelly Bean ou 5.0/4.5 Android L) ainsi que les présentations HardWare de Google n'ont pas été présentées[réf. souhaitée].
Cette édition avait pour particularité[réf. souhaitée] de ne contenir qu'une seule keynote de 3 heures lors de la conférence principale, lors de laquelle Larry Page a notamment répondu aux questions des développeurs.
Google a présenté ses projets pour l'année 2013, dont une grande campagne de changement de design, vers le style épuré, nouvelle marque de fabrique de l'entreprise :
- Nouvelle interface pour Google Maps
- Nouvelle interface pour Google+
- Apparition de Hangouts, qui unifie tous les services de messagerie instantanée de Google (et non Babel, comme les rumeurs affirmaient que le service s'appellerait), disponible sur PC, iOS et Android
- Mises à jour de nombreuses applications Android comme Google Voice Search
- Annonce de la sortie du Galaxy S 4 sans surcouche Samsung
- Annonce de la sortie de Google Play Music All Access, qui est une plate-forme de streaming musical exclusivement payante (tout d'abord seulement accessible aux États-Unis)
- 900 millions de terminaux sous Android : c'est le nombre officiellement dévoilé lors de la I/O 2013

### 2014
Il a été question d'importants changements[réf. nécessaire] en ce qui concerne Android.
Ont été présentés :
- Android Wear, la dernière mouture d'Android adaptée aux technologies portables
- Android Car, l'OS prévu pour les tableaux de bord
- Android TV, la version du système pour les téléviseurs
- Material Design, la nouvelle règle directrice de restructuration du design chez Android, qui succède au design Holo.
- Android L, le nouveau OS d'Android adoptant les principes du Material Design
- Le Google Cardboard, un masque de réalité virtuelle fonctionnant à l'aide d'un téléphone intelligent compatible

### 2015
Principales annonces en 2015 :
1. Android Marshmallow. Quelques nouveautés d'Android.
  - Gestion des permissions des applications.
  - Gestion natif du lecteur d'empreintes digitales.
  - Support de l'USB Type-C.
  - Sauvegarde des données des apps.
2. Android Pay.
3. Android Wear.
4. Chrome Custom tabs (pourrait remplacer les WebView dans certains cas).
5. Google Maps hors ligne.
6. Google Photos.
  - Une nouvelle application qui synchronise les photos entre les appareils.
  - Stockage illimité et gratuit pour des photos qui iront jusqu’à 16 mégapixels et des vidéos en 1080p
7. Diverses nouveautés pour le Play Store.
8. Inbox est disponible pour tout le monde.
9. Google Now : diverses améliorations.
10. Nanodegree, une formation sur Android sur Udacity.
11. Projet Brillo et Projet Weave.
  - Projet Brillo est un système d'exploitation pour l'Internet des objets (IdO) basé sur Android.
  - Projet Weave est un langage qui permet aux appareils de l'Internet des objets de communiquer entre eux.

Nouveau matériel : 
1. Une nouvelle tablette HTC Nexus 9.
2. Une nouvelle version du Google Cardboard qui supporte maintenant les téléphones de six pouces.

### 2016
En 2016, les principales annonces sont[source insuffisante] :
- Android N
  - Récapitulatif des nouveautés, qui avaient déjà été publiées avec la première Developer Preview, sortie en mars 2016.

- Présentation de Daydream, plateforme dédiée à la réalité virtuelle. Un modèle de casque est également présenté.
- Google Assistant. Il s'agit d'un assistant personnel, version enrichie de Google Now mais sans les cartes. Il est plus performant et se présente sous forme de discussion.
- Google Allo est une nouvelle application de messagerie instantanée avec plusieurs fonctionnalités telles que l'annotation de photos, le chat incognito… Mais c'est surtout grâce à l'intégration de Google Assistant que cette application se différencie de la concurrence. Il sera accessible soit depuis une conversation dédié ou pourra apparaître dans les conversations avec d'autres contacts en proposant par exemple des adresses de restaurants, des films, des photos trouvées sur le web…
- Google Duo est une application d'appels vidéos qui se veut particulièrement simple d'utilisation : il n'y a pas d'appels de groupe (Hangouts reste une meilleure solution pour un usage professionnel), la page d'accueil et claire et il suffit de toucher un contact pour l'appeler. Il y a également la fonctionnalité Knock-Knock qui affiche l'image de la caméra de l'appelant à l'écran du destinataire de l'appel avant qu'il l'accepte ou le décline.
- Google Home est révélé. Il s'agit d'un assistant personnel domestique qui pourra contrôler des objets connectés, interagir avec un Chromecast et répondre à des questions grâce à l'intégration de Google Assistant.
- Google Wifi, un routeur Wi-Fi, est annoncé.

### 2017
La dixième édition de la conférence annuelle de Google s'est tenue du 17 au 19 mai 2017. Les principales annonces sont :
- Google Photos est mis à jour et peut désormais faire des suggestions de partage et gérer automatiquement des bibliothèques. Il est dorénavant possible de commander un livre photo relié composé d'images sélectionnées par de l'intelligence artificielle. Il a aussi été présenté une fonctionnalité « d’effacement d'obstructions » dont la date de sortie est aujourd'hui encore inconnue[15].

### 2018
La onzième édition s'est tenue du 8 au 10 mai 2018[source insuffisante] à Mountain View en Californie. Les principales annonces concernent l’intelligence artificielle avec : 
- Amélioration de Google Assistant : Celui ci peut désormais passer des appels vocaux pour prendre des rendez-vous ou faire des réservations grâce à Google Duplex.
- Google Maps intègre de la réalité virtuelle permettant d'identifier des lieux ou d'être guidé.
- Google Photos se dote également de plus d’intelligence et permet d'identifier automatiquement les personnes.
- Google Lens le système de reconnaissance d'objets et de texte va être intégré nativement sur les téléphones.

Outre ces annonces, une nouvelle pré-version de Android Pie est dévoilée.

### 2019
La douzième édition s'est tenue du 7 au 9 mai 2019.

### 2020
La treizième édition devait se tenir du 12 au 14 mai 2020, néanmoins en raison de la pandémie de Coronavirus qui touche le monde cette même année, Google a décidé d'annuler l’événement.

### 2021
Cette édition a lieu en ligne, en raison de la pandémie de Covid-19.

### 2022
Cette édition s'est tenue le 11 et le 12 mai 2022.

### 2024
Cette édition ayant s’est déroulée à l’amphithéâtre Shoreline le 14 et 15 mai 2024. Cette année la conférence était axée sur l’IA des produits Google, appelé « L’ère de Gemini » ( « The Gemini Era » en anglais). Les 5 principales annonces de la Google I/O :
- Gemini 1.5 Flash : un  nouveau modèle d’intelligence artificielle multimodale, plus léger et optimisé pour les tâches rapides à faible coût.
- Veo : un service de « texte vers vidéo » propulsé par l’intelligence artificielle permettant de générer des vidéos de haute-qualité de quelques minutes et offrant une large palette de styles visuels.
- Gemini 1.5 Pro &  Gemini Advanced : intégration de leur intelligence artificielle dans Google Workspace avec un nouvel abonnement et un modèle d’IA encore plus poussé.
- AI Overviews : intégré directement dans google.com, les « résumés de l’IA » répond aux questions posés dans le moteur de recherche en recherchant sur les pages web les réponses les plus pertinentes. (Disponible aux Etats-Unis seulement).
- Ask Photos : intégré dans l’application Google Photos, cette nouvelle fonctionnalité, propulsé par l’IA Gemini, permet de « demander à photos » de faire des recherches dans ses photos pour répondre à une question ou retrouver une photo.